# Harold von Schmidt
Pour les articles homonymes, voir Schmidt.
Harold von Schmidt, né le 19 mai 1893 à Alameda en Californie et mort le 3 juin 1982 à Fairfield dans le Connecticut, est un illustrateur-peintre américain. Dans sa jeunesse, il joue au rugby à XV évoluant au poste de demi d'ouverture. Il fait partie de la sélection américaine qui part aux Jeux olympiques d'été de 1920 mais ne joue pas l'unique match de la compétition et n'est donc pas crédité du titre olympique.

## Biographie
Né à Alameda en Californie, Harold von Schmidt est l'un des cinq enfants d'Edward Alexander Von Schmidt et Isabella Hill. Sa mère, qui a été une danseuse de ballet, est la seconde épouse de son père. Harold von Schmidt devient orphelin à l'âge de 5 ans le 9 avril 1899 après que son père tue sa mère et se suicide dans la foulée devant ses cinq enfants. Après une année passée dans un orphelinat, il part vivre avec son grand-père, Alexis Waldemar Von Schmidt, qui a été colonel dans l'armée américaine et participé à la ruée vers l'or en Californie. Au cours de sa jeunesse, le jeune von Schmidt travaille comme cow-boy et maçon. Sa fascination pour l'Ouest américain et les cow-boys devient plus tard un thème de prédilection dans ses peintures. Il fait ses études au California College of Arts and Crafts.
Sportif dès le lycée, il fait partie en 1920 de l'équipe olympique américaine qui part en Europe pour disputer les Jeux olympiques à Anvers. Il ne dispute pas la rencontre olympique remportée sur le score de 8 à 0 contre l'équipe de France et n'est pas crédité de la médaille d'or avec l'équipe de rugby. En revanche, il dispute un test match contre les Français un mois plus tard, cette fois perdu sur le score de 14 à 5. Il marque le seul le seul essai américain du match. Quatre ans plus tard, il est pressenti pour à nouveau faire partie l'équipe olympique américaine pour les Jeux olympiques à Paris mais il n'est finalement pas du voyage en raison d'une blessure.
En 1924, von Schmidt déménage à New York et intègre la Grand Central School of Art. Par la suite, il devient un illustrateur-peintre reconnu pour diverses magazines. À la fin de l'année 1944, il devient un correspondant de guerre pour les Forces de l'Armée de l'air américaine. Il meurt le 3 juin 1982 à Fairfield dans le Connecticut à l'âge de 89 ans. Son fils, Eric Von Schmidt est un chanteur-compositeur reconnu qui a travaillé à plusieurs reprises avec Bob Dylan.

## Statistiques en équipe nationale
Harold von Schmidt connaît une unique sélection avec l'équipe des États-Unis de rugby à XV en 1920 contre la équipe de France. Il marque le seul essai américain du match.